# Paradoridicola drepanophorus
Paradoridicola drepanophorus is een eenoogkreeftjessoort uit de familie van de Rhynchomolgidae. De wetenschappelijke naam van de soort is voor het eerst geldig gepubliceerd in 1990 door Humes.